# 小沼 (赤城山)
小沼（この、こぬま）は、群馬県前橋市富士見町赤城山にある沼。赤城小沼とも。

## 地理

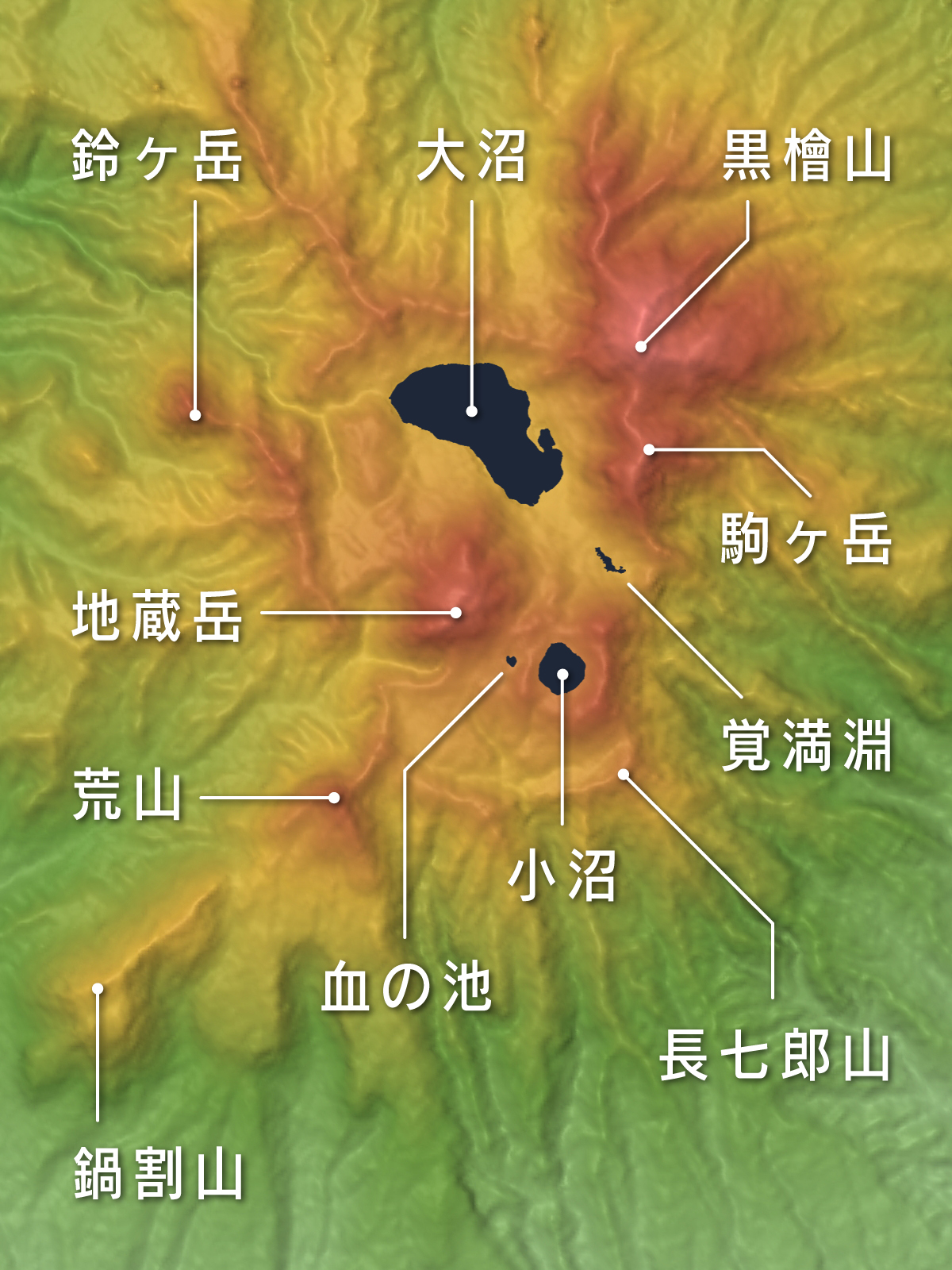
赤城山山頂部地形図

赤城山の山頂、大沼より南東約2キロメートルに位置する。地蔵岳（1674メートル）と長七郎山（1579メートル）の中間にあたる。小沼火山の爆裂火口の底に水がたまってできた火口湖である（大沼は火口原湖）。赤城火山山頂カルデラ形成後、現在の地蔵岳をしのぐ高さにまで成長した小沼火山が爆発的噴火をしたとされる。近隣の血の池も同様に同時期の爆裂火口跡である。
湖面標高1470メートル、形は直径約700メートルの円形をしており、面積8ヘクタール、周囲981メートル、水深は最大で約7メートル（5月）、最小で3メートル（7月）である。貧栄養湖で透明度は高い。冬は12月中旬から結氷し、スケートリンクや氷上サーキットとして利用された歴史がある。5月上旬に解氷し、夏はセ氏20度以上にまで水温が上昇する。
粕川の水源であり、南岸にあるコンクリート製の水門より流量調節されて流出し、赤城山の南麓へと流下する。農業用水の補助的な水源として利用されており、大正用水や群馬用水の建設以前はとりわけ重要視されていた。天竜弁財天、赤城大明神（三所明神）の一所を祀っている。
森林のなか白い砂礫が囲む、周囲に商店のない静かな湖沼である。徒歩30 - 40分間で1周でき、道の一部は石畳状になっている。植物はレンゲツツジ、ミツバツツジ、トウゴクミツバツツジといったツツジや、ダケカンバ、コバギボウシ、オニアザミ、シロヤシオ、サラサドウダン（ベニサラサドウダン）、魚類はモツゴの棲息が見られる。

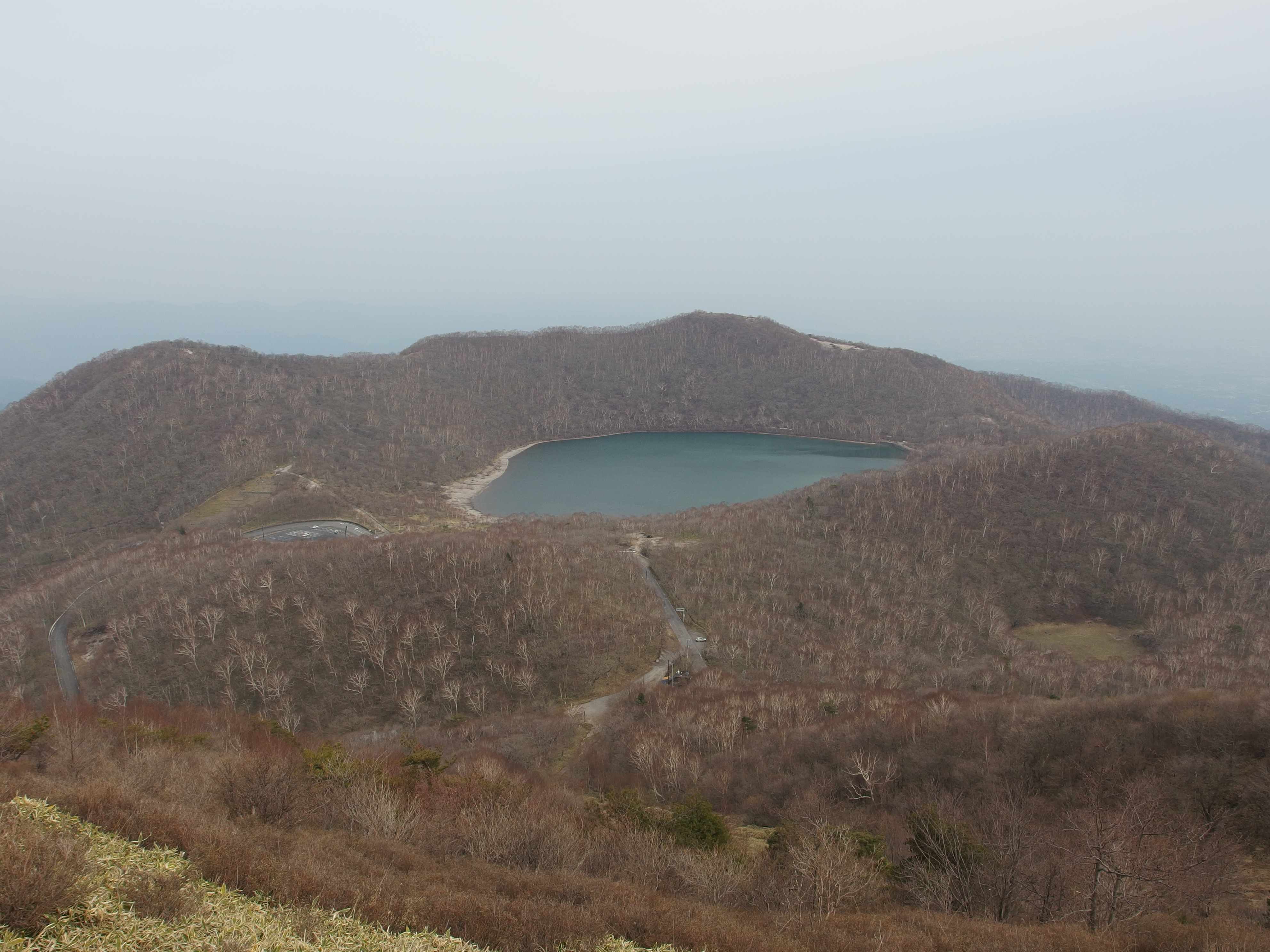
地蔵岳より
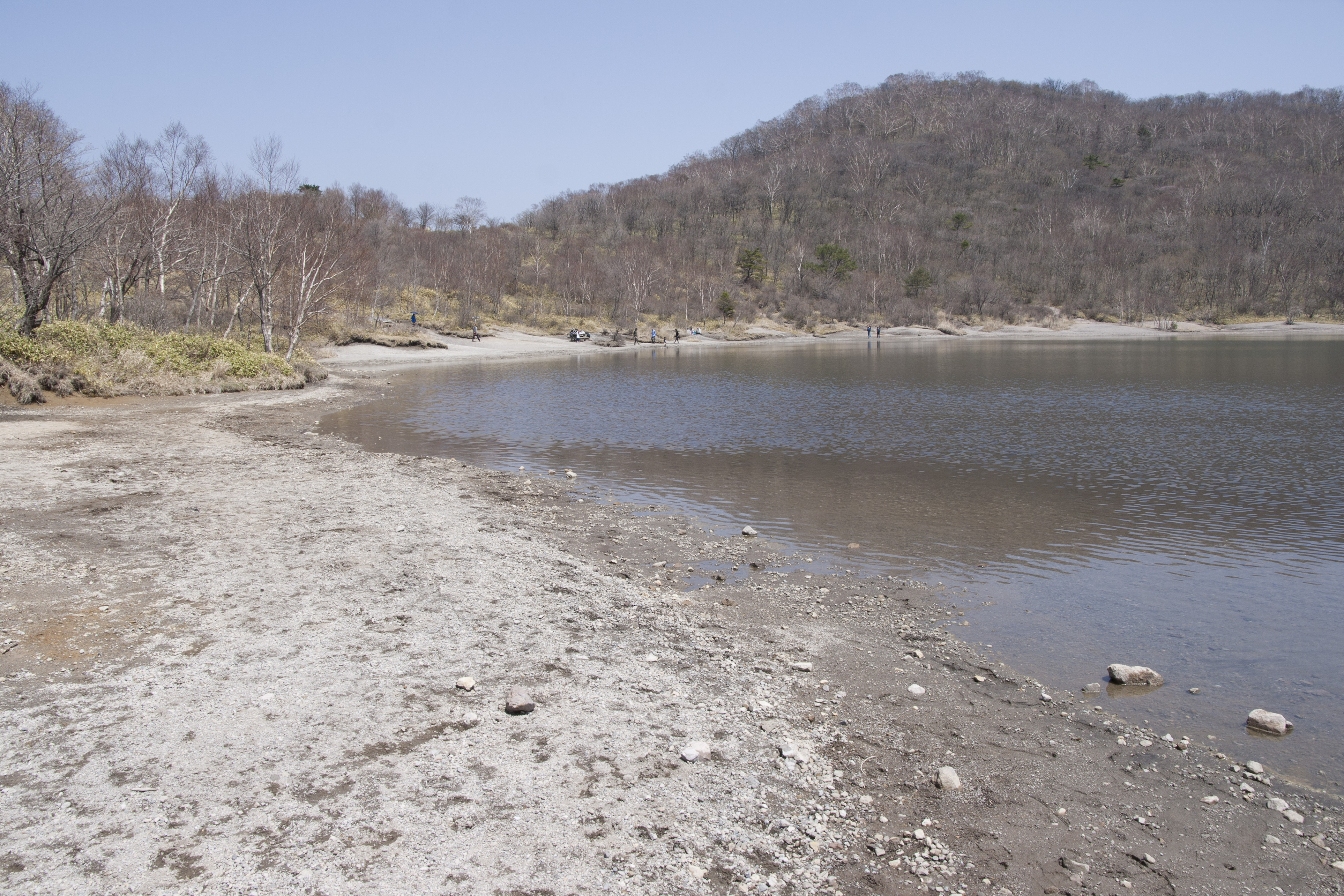
湖畔

## 伝承
赤堀道元の娘
赤堀の長者・赤堀道元が赤城明神に祈りを捧げたことで授かった娘が、16歳で小沼に入水し、小沼の主となった。粕川の流れは、娘の亡骸を探そうと山を切り崩し水を流したものだといわれている。

## 交通アクセス
公共交通機関
JR両毛線・前橋駅より赤城山ビジターセンターまで路線バスで約70分間、その後徒歩約30分間。
自家用自動車
最寄りの駐車場として小沼駐車場がある。大型車は停車のみ可能。バイオトイレの容量制限もあって大型車の駐車や団体でのトイレ利用は不可となっている。